# Rollerski-Weltcup 2013
Der Rollerski-Weltcup 2013 begann am 22. Juni 2013 im kroatischen Oroslavje und endete am 22. September 2013 in Toblach. Höhepunkt der Saison waren die Rollerski-Weltmeisterschaften 2013 in Bad Peterstal. Die dort ausgetragenen Einzelwettbewerbe wurden auch als Weltcup-Veranstaltungen gewertet. Die Gesamtwertung der Männer gewann Eugenio Bianchi. Bei der Gesamtwertung der Frauen wurde Ksenia Konohova Erste.

## Männer

### Resultate
| 1. Weltcup in Oroslavje, 22. und 23. Juni 2013 | 1. Weltcup in Oroslavje, 22. und 23. Juni 2013 | 1. Weltcup in Oroslavje, 22. und 23. Juni 2013 | 1. Weltcup in Oroslavje, 22. und 23. Juni 2013 | 1. Weltcup in Oroslavje, 22. und 23. Juni 2013 |
| ---------------------------------------------- | ---------------------------------------------- | ---------------------------------------------- | ---------------------------------------------- | ---------------------------------------------- |
| Datum                                          | Disziplin                                      | Erster Platz                                   | Zweiter Platz                                  | Dritter Platz                                  |
| 22. Juni 2013                                  | 10 km Freistil Massenstart Berglauf            | Simone Paredi                                  | Ivan Solodov                                   | Eugenio Bianchi                                |
| 23. Juni 2013                                  | Sprint Freistil                                | Alessio Berlanda                               | Andrey Melikov                                 | Emanuele Sbabo                                 |

| 2. Weltcup in Valle Brembana, 29. und 30. Juni 2013 | 2. Weltcup in Valle Brembana, 29. und 30. Juni 2013 | 2. Weltcup in Valle Brembana, 29. und 30. Juni 2013 | 2. Weltcup in Valle Brembana, 29. und 30. Juni 2013 | 2. Weltcup in Valle Brembana, 29. und 30. Juni 2013 |
| --------------------------------------------------- | --------------------------------------------------- | --------------------------------------------------- | --------------------------------------------------- | --------------------------------------------------- |
| Datum                                               | Disziplin                                           | Erster Platz                                        | Zweiter Platz                                       | Dritter Platz                                       |
| 29. Juni 2013                                       | 24 km Freistil                                      | Eugenio Bianchi                                     | Alfio di Gregorio                                   | Igor Cuny                                           |
| 30. Juni 2013                                       | 11,4 km klassisch Massenstart Berglauf              | Sergio Bonaldi                                      | Simone Paredi                                       | Eugenio Bianchi                                     |

| 3. Weltcup in Tripoli, 5.–7. Juli 2013 | 3. Weltcup in Tripoli, 5.–7. Juli 2013 | 3. Weltcup in Tripoli, 5.–7. Juli 2013 | 3. Weltcup in Tripoli, 5.–7. Juli 2013 | 3. Weltcup in Tripoli, 5.–7. Juli 2013 |
| -------------------------------------- | -------------------------------------- | -------------------------------------- | -------------------------------------- | -------------------------------------- |
| Datum                                  | Disziplin                              | Erster Platz                           | Zweiter Platz                          | Dritter Platz                          |
| 5. Juli 2013                           | 10 km Freistil Massenstart Berglauf    | Simone Paredi                          | Ivan Solodov                           | Sergio Bonaldi                         |
| 6. Juli 2013                           | Sprint Freistil                        | Andrey Melikov                         | Igor Cuny                              | Baptiste Noel                          |
| 7. Juli 2013                           | 15 km Freistil                         | Baptiste Noel                          | Romain Claudon                         | Eugenio Bianchi                        |

| 4. Weltcup in Nowgorod, 26.–28. Juli 2013 | 4. Weltcup in Nowgorod, 26.–28. Juli 2013 | 4. Weltcup in Nowgorod, 26.–28. Juli 2013 | 4. Weltcup in Nowgorod, 26.–28. Juli 2013 | 4. Weltcup in Nowgorod, 26.–28. Juli 2013 |
| ----------------------------------------- | ----------------------------------------- | ----------------------------------------- | ----------------------------------------- | ----------------------------------------- |
| Datum                                     | Disziplin                                 | Erster Platz                              | Zweiter Platz                             | Dritter Platz                             |
| 26. Juli 2013                             | 20 km Freistil                            | Baptiste Noel                             | Dmitriy Nikels                            | Simone Paredi                             |
| 27. Juli 2013                             | Sprint Freistil                           | Viktor Karasev                            | Dmitriy Voronin                           | Andrey Melikov                            |
| 28. Juli 2013                             | Teamsprint Freistil                       | FrankreichIgor Cuny Baptiste Noel         | ItalienEugenio Bianchi Simone Paredi      | RusslandDmitriy Nikels Igor Glushkov      |

| 5. Weltcup in La Bresse, 30. August – 1. September 2013 | 5. Weltcup in La Bresse, 30. August – 1. September 2013 | 5. Weltcup in La Bresse, 30. August – 1. September 2013 | 5. Weltcup in La Bresse, 30. August – 1. September 2013 | 5. Weltcup in La Bresse, 30. August – 1. September 2013 |
| ------------------------------------------------------- | ------------------------------------------------------- | ------------------------------------------------------- | ------------------------------------------------------- | ------------------------------------------------------- |
| Datum                                                   | Disziplin                                               | Erster Platz                                            | Zweiter Platz                                           | Dritter Platz                                           |
| 30. August 2013                                         | Sprint Freistil                                         | Viktor Karasev                                          | Emanuele Sbabo                                          | Baptiste Noel                                           |
| 31. August 2013                                         | Teamsprint Freistil                                     | FrankreichIIAdrien Backscheider Romain Claudon          | FrankreichIIgor Cuny Baptiste Noel                      | RusslandIIIvan Solodov Pawel Korosteljow                |
| 1. September 2013                                       | 13,6 km Freistil Massenstart                            | Romain Claudon                                          | Simone Paredi                                           | Ivan Solodov                                            |

| 6. Weltcup und 7. Rollerski-Weltmeisterschaften in Bad Peterstal, 4. bis 8. September 2013 | 6. Weltcup und 7. Rollerski-Weltmeisterschaften in Bad Peterstal, 4. bis 8. September 2013 | 6. Weltcup und 7. Rollerski-Weltmeisterschaften in Bad Peterstal, 4. bis 8. September 2013 | 6. Weltcup und 7. Rollerski-Weltmeisterschaften in Bad Peterstal, 4. bis 8. September 2013 | 6. Weltcup und 7. Rollerski-Weltmeisterschaften in Bad Peterstal, 4. bis 8. September 2013 |
| ------------------------------------------------------------------------------------------ | ------------------------------------------------------------------------------------------ | ------------------------------------------------------------------------------------------ | ------------------------------------------------------------------------------------------ | ------------------------------------------------------------------------------------------ |
| Datum                                                                                      | Disziplin                                                                                  | Erster Platz                                                                               | Zweiter Platz                                                                              | Dritter Platz                                                                              |
| 4. September 2013                                                                          | 20 km Freistil                                                                             | Eugenio Bianchi                                                                            | Robin Norum                                                                                | Anders Svanebo                                                                             |
| 5. September 2013                                                                          | Sprint Freistil                                                                            | Alessio Berlanda                                                                           | Emanuele Sbabo                                                                             | Ragnar Bragvin Andresen                                                                    |
| 7. September 2013                                                                          | Teamsprint Freistil                                                                        | NorwegenMartin Hammer Ragnar Bragvin Andresen                                              | ItalienEugenio Bianchi Emanuele Sbabo                                                      | SchwedenAnders Svanebo Robin Norum                                                         |
| 8. September 2013                                                                          | 11 km klassisch Massenstart Berglauf                                                       | Sergio Bonaldi                                                                             | Paul Constantin Pepene                                                                     | Ivan Solodov                                                                               |

| 7. Weltcup in Pontarlier, 14. und 15. September 2013 | 7. Weltcup in Pontarlier, 14. und 15. September 2013 | 7. Weltcup in Pontarlier, 14. und 15. September 2013 | 7. Weltcup in Pontarlier, 14. und 15. September 2013 | 7. Weltcup in Pontarlier, 14. und 15. September 2013 |
| ---------------------------------------------------- | ---------------------------------------------------- | ---------------------------------------------------- | ---------------------------------------------------- | ---------------------------------------------------- |
| Datum                                                | Disziplin                                            | Erster Platz                                         | Zweiter Platz                                        | Dritter Platz                                        |
| 14. September 2013                                   | 5 km Freistil Berglauf                               | Adrien Mougel                                        | Sergio Bonaldi                                       | Eugenio Bianchi                                      |
| 15. September 2013                                   | 30 km Freistil Verfolgung                            | Romain Claudon                                       | Simone Paredi                                        | Eugenio Bianchi                                      |

| 8. Weltcup in Toblach, 20. bis 22. September 2013 | 8. Weltcup in Toblach, 20. bis 22. September 2013 | 8. Weltcup in Toblach, 20. bis 22. September 2013 | 8. Weltcup in Toblach, 20. bis 22. September 2013 | 8. Weltcup in Toblach, 20. bis 22. September 2013 |
| ------------------------------------------------- | ------------------------------------------------- | ------------------------------------------------- | ------------------------------------------------- | ------------------------------------------------- |
| Datum                                             | Disziplin                                         | Erster Platz                                      | Zweiter Platz                                     | Dritter Platz                                     |
| 20. September 2013                                | 8 km klassisch                                    | Robin Norum                                       | Eugenio Bianchi                                   | Marcus Johansson                                  |
| 21. September 2013                                | Teamsprint Freistil                               | SchwedenRobin Norum Marcus Johansson              | FrankreichBaptiste Noel Romain Claudon            | ItalienMarco Corradini Marco Mosele               |
| 22. September 2013                                | 25 km Freistil Verfolgung                         | Robin Norum                                       | Marcus Johansson                                  | Romain Claudon                                    |

### Junioren Resultate
| Datum                                      | Austragungsort | Disziplin                              | Sieger                                     | Zweiter                                         | Dritter                                      |
| ------------------------------------------ | -------------- | -------------------------------------- | ------------------------------------------ | ----------------------------------------------- | -------------------------------------------- |
| 22. Juni 2013                              | Oroslavje      | 10 km Freistil Massenstart Berglauf    | Mikhail Matrentsev                         | Andrey Nischakov                                | Evgeniy Duk                                  |
| 23. Juni 2013                              | Oroslavje      | Sprint Freistil                        | Emanuele Becchis                           | Alexander Gawrilow                              | Konstantin Klimushin                         |
| 29. Juni 2013                              | Valle Brembana | 18 km Freistil                         | Mikhail Matrentsev                         | Andrey Nischakov                                | Sondre Turvoll Fossli                        |
| 30. Juni 2013                              | Valle Brembana | 11,4 km klassisch Massenstart Berglauf | Vadim Andreev                              | Antonio Giulio Ruggiero                         | Sondre Turvoll Fossli                        |
| 5. Juli 2013                               | Tripoli        | 10 km Freistil Massenstart Berglauf    | Mikhail Matrentsev                         | Andrey Nischakov                                | Evgeniy Duk                                  |
| 6. Juli 2013                               | Tripoli        | Sprint Freistil                        | Emanuele Becchis                           | Antonin Pellegrini                              | Evgeniy Duk                                  |
| 7. Juli 2013                               | Tripoli        | 10 km Freistil                         | Ilia Bezgin                                | Mikhail Matrentsev                              | Vadim Andreev                                |
| 26. Juli 2013                              | Nowgorod       | 16 km Freistil                         | Mikhail Matrentsev                         | Evgeniy Duk                                     | Danila Yakubovich                            |
| 27. Juli 2013                              | Nowgorod       | Sprint Freistil                        | Emanuele Becchis                           | Alexander Gawrilow                              | Vitaly Smirnov                               |
| 28. Juli 2013                              | Nowgorod       | Teamsprint Freistil                    | Wettkampf abgesagt                         | Wettkampf abgesagt                              | Wettkampf abgesagt                           |
| 30. August 2013                            | La Bresse      | Sprint Freistil                        | Emanuele Becchis                           | Alexander Gawrilow                              | Antonin Pellegrini                           |
| 31. August 2013                            | La Bresse      | Teamsprint Freistil                    | Russland IIVadim Andreev Danila Yakubovich | Russland IMikhail Matrentsev Evgeniy Duk        | Frankreich IFlorian Rivot Antonin Pellegrini |
| 1. September 2013                          | La Bresse      | 8,5 km Freistil Massenstart            | Andrey Nischakov                           | Mikhail Matrentsev                              | Evgeniy Duk                                  |
| Rollerski-Juniorenweltmeisterschaften 2013 |                |                                        |                                            |                                                 |                                              |
| 4. September 2013                          | Bad Peterstal  | 17,5 km Freistil                       | Evgeniy Duk                                | Danila Yakubovich                               | Mikhail Matrentsev                           |
| 5. September 2013                          | Bad Peterstal  | Sprint Freistil                        | Emanuele Becchis                           | Alexander Gawrilow                              | Vitaly Smirnov                               |
| 7. September 2013                          | Bad Peterstal  | Teamsprint Freistil                    | RusslandMikhail Matrentsev Evgeniy Duk     | NorwegenAleksander Dyrberg Ek Jan Erik Buskerud | ItalienMarco Longon Emanuele Becchis         |
| 8. September 2013                          | Bad Peterstal  | 11 km klassisch Massenstart Berglauf   | Vadim Andreev                              | Mikhail Matrentsev                              | Christian Maj                                |
| 14. September 2013                         | Pontarlier     | 5 km Freistil Berglauf                 | Evgeniy Duk                                | Mikhail Matrentsev                              | Vadim Andreev                                |
| 15. September 2013                         | Pontarlier     | 17 km Freistil Verfolgung              | Evgeniy Duk                                | Mikhail Matrentsev                              | Andrey Nischakov                             |
| 20. September 2013                         | Toblach        | 8 km klassisch                         | Mikhail Matrentsev                         | Evgeniy Duk                                     | Emanuele Becchis                             |
| 21. September 2013                         | Toblach        | Teamsprint Freistil                    | RusslandI                                  | RusslandII                                      | ItalienI                                     |
| 22. September 2013                         | Toblach        | 25 km Freistil Verfolgung              | Mikhail Matrentsev                         | Evgeniy Duk                                     | Andrey Nischakov                             |

### Gesamtwertung Männer
| Rang | Name                        | Punkte |
| ---- | --------------------------- | ------ |
| 001. | Eugenio Bianchi             | 1040   |
| 02.  | Romain Claudon              | 925    |
| 03.  | Simone Paredi               | 905    |
| 04.  | Baptiste Noel               | 775    |
| 05.  | Robin Norum                 | 595    |
| 06.  | Sergio Bonaldi              | 582    |
| 07.  | Igor Cuny                   | 538    |
| 08.  | Ivan Solodov                | 479    |
| 09.  | Marcus Johansson            | 451    |
| 10.  | Andrey Melikov              | 280    |
| 11.  | Alessio Berlanda            | 265    |
| 12.  | Viktor Karasev              | 250    |
| 13.  | Egor Vasilev                | 234    |
| 14.  | Ivan Petrunin               | 226    |
| 15.  | Alfio di Gregorio           | 223    |
| 16.  | Emanuele Sbabo              | 220    |
| 17.  | Christian-Alexander Schmidt | 213    |
| 18.  | Dmitriy Mysev               | 204    |
| 19.  | Ivan Siniukov               | 188    |
| 20.  | Clément Mailler             | 170    |

| Rang | Name                    | Punkte |
| ---- | ----------------------- | ------ |
| 21.  | Marco Corradin          | 133    |
| 22.  | Pawel Korosteljow       | 129    |
| 23.  | Dmitri Ploskonossow     | 128    |
| 24.  | Jürgen Treude           | 122    |
| 25.  | Richard Tiraboschi      | 115    |
| 26.  | Evgeniy Bogdanov        | 113    |
| 27.  | Dmitriy Voronin         | 106    |
| 28.  | Anders Svanebo          | 105    |
| 29.  | Adrien Mougel           | 100    |
| 30.  | Igor Glushkov           | 99     |
| 31.  | Joakim Engström         | 98     |
| 32.  | Dmitriy Nikels          | 96     |
| 33.  | Martin Hammer           | 92     |
| 34.  | Claudio Consagra        | 84     |
| 35.  | Dietmar Nöckler         | 82     |
| 36.  | Evgeniy Tsepkov         | 82     |
| 37.  | Paul Constantin Pepene  | 80     |
| 38.  | Ragnar Bragvin Andresen | 80     |
| 39.  | Mikhail Lutkov          | 80     |
| 40.  | Andrey Smolianin        | 78     |

| Rang | Name                      | Punkte |
| ---- | ------------------------- | ------ |
| 41.  | Valentin Gaillard         | 69     |
| 42.  | Dimitrios Kappas          | 62     |
| 43.  | Oleh Joltuchowskyj        | 58     |
| 44.  | Yohann Sutter             | 58     |
| 45.  | Athanasios Tsakiris       | 57     |
| 46.  | Iwan Bilossjuk            | 53     |
| 47.  | Markus Johansen Westgaard | 51     |
| 48.  | Florian Rohde             | 51     |
| 49.  | Kleanthis Karamichas      | 50     |
| 50.  | Cyril Gaillard            | 45     |
| 51.  | Luca Orlandi              | 45     |
| 52.  | Jostein Olafsen           | 45     |
| 53.  | Dirk Mannewitz            | 44     |
| 54.  | Petros Paloukidis         | 43     |
| 55.  | Romain Vandel             | 40     |
| 56.  | Laurent Montfort          | 40     |
| 57.  | Alexis Gkounko            | 39     |
| 58.  | Oleksiy Dushin            | 39     |
| 59.  | Ludvig Sögnen Jensen      | 36     |
| 60.  | Artem Sabirzyanov         | 36     |

### Gesamtwertung Männer Junioren
| Endstand (Top 10) |                      |        |
| \| Rang \| Name \| Punkte \| \| ---- \| -------------------- \| ------ \| \| 001. \| Mikhail Matrentsev \| 1435 \| \| 02. \| Evgeniy Duk \| 1248 \| \| 03. \| Emanuele Becchis \| 1137 \| \| 04. \| Andrey Nischakov \| 961 \| \| 05. \| Vadim Andreev \| 618 \| \| 06. \| Danila Yakubovich \| 585 \| \| 07. \| Antonin Pellegrini \| 375 \| \| 08. \| Alexander Gawrilow \| 370 \| \| 09. \| Konstantin Klimushin \| 348 \| \| 10. \| Stephan Strübel \| 345 \| |                      |        |
| Rang | Name                 | Punkte |
| 001. | Mikhail Matrentsev   | 1435   |
| 02. | Evgeniy Duk          | 1248   |
| 03. | Emanuele Becchis     | 1137   |
| 04. | Andrey Nischakov     | 961    |
| 05. | Vadim Andreev        | 618    |
| 06. | Danila Yakubovich    | 585    |
| 07. | Antonin Pellegrini   | 375    |
| 08. | Alexander Gawrilow   | 370    |
| 09. | Konstantin Klimushin | 348    |
| 10. | Stephan Strübel      | 345    |

## Frauen

### Resultate
| 1. Weltcup in Oroslavje, 22. und 23. Juni 2013 | 1. Weltcup in Oroslavje, 22. und 23. Juni 2013 | 1. Weltcup in Oroslavje, 22. und 23. Juni 2013 | 1. Weltcup in Oroslavje, 22. und 23. Juni 2013 | 1. Weltcup in Oroslavje, 22. und 23. Juni 2013 |
| ---------------------------------------------- | ---------------------------------------------- | ---------------------------------------------- | ---------------------------------------------- | ---------------------------------------------- |
| Datum                                          | Disziplin                                      | Erster Platz                                   | Zweiter Platz                                  | Dritter Platz                                  |
| 22. Juni 2013                                  | 10 km Freistil Massenstart Berglauf            | Marika Sundin                                  | Ksenia Konohova                                | Anna Grushina                                  |
| 23. Juni 2013                                  | Sprint Freistil                                | Anastasia Voronina                             | Marika Sundin                                  | Elena Ektova                                   |

| 2. Weltcup in Valle Brembana, 29. und 30. Juni 2013 | 2. Weltcup in Valle Brembana, 29. und 30. Juni 2013 | 2. Weltcup in Valle Brembana, 29. und 30. Juni 2013 | 2. Weltcup in Valle Brembana, 29. und 30. Juni 2013 | 2. Weltcup in Valle Brembana, 29. und 30. Juni 2013 |
| --------------------------------------------------- | --------------------------------------------------- | --------------------------------------------------- | --------------------------------------------------- | --------------------------------------------------- |
| Datum                                               | Disziplin                                           | Erster Platz                                        | Zweiter Platz                                       | Dritter Platz                                       |
| 29. Juni 2013                                       | 18 km Freistil                                      | Kathrine Harsem                                     | Ksenia Konohova                                     | Svetlana Hvostunkova                                |
| 30. Juni 2013                                       | 6,8 km klassisch Massenstart Berglauf               | Kathrine Harsem                                     | Svetlana Hvostunkova                                | Natalja Sernowa                                     |

| 3. Weltcup in Tripoli, 5.–7. Juli 2013 | 3. Weltcup in Tripoli, 5.–7. Juli 2013 | 3. Weltcup in Tripoli, 5.–7. Juli 2013 | 3. Weltcup in Tripoli, 5.–7. Juli 2013 | 3. Weltcup in Tripoli, 5.–7. Juli 2013 |
| -------------------------------------- | -------------------------------------- | -------------------------------------- | -------------------------------------- | -------------------------------------- |
| Datum                                  | Disziplin                              | Erster Platz                           | Zweiter Platz                          | Dritter Platz                          |
| 5. Juli 2013                           | 10 km Freistil Massenstart Berglauf    | Ksenia Konohova                        | Anna Grushina                          | Svetlana Hvostunkova                   |
| 6. Juli 2013                           | Sprint Freistil                        | Anastasia Voronina                     | Elena Ektova                           | Ksenia Konohova                        |
| 7. Juli 2013                           | 10 km Freistil                         | Ksenia Konohova                        | Svetlana Hvostunkova                   | Elena Rodina                           |

| 4. Weltcup in Nowgorod, 26.–28. Juli 2013 | 4. Weltcup in Nowgorod, 26.–28. Juli 2013 | 4. Weltcup in Nowgorod, 26.–28. Juli 2013 | 4. Weltcup in Nowgorod, 26.–28. Juli 2013 | 4. Weltcup in Nowgorod, 26.–28. Juli 2013 |
| ----------------------------------------- | ----------------------------------------- | ----------------------------------------- | ----------------------------------------- | ----------------------------------------- |
| Datum                                     | Disziplin                                 | Erster Platz                              | Zweiter Platz                             | Dritter Platz                             |
| 26. Juli 2013                             | 16 km Freistil                            | Anna Grushina                             | Nadezhda Izhutina                         | Elena Ektova                              |
| 27. Juli 2013                             | Sprint Freistil                           | Anastasia Voronina                        | Maria Magnusson                           | Ulyana Gavrilova                          |
| 28. Juli 2013                             | Teamsprint Freistil                       | RusslandIIElena Ektova Ksenia Konohova    | RusslandINadezhda Izhutina Anna Grushina  | UkraineOlena Zubok Maryna Anzybor         |

| 5. Weltcup in La Bresse, 30. August – 1. September 2013 | 5. Weltcup in La Bresse, 30. August – 1. September 2013 | 5. Weltcup in La Bresse, 30. August – 1. September 2013 | 5. Weltcup in La Bresse, 30. August – 1. September 2013 | 5. Weltcup in La Bresse, 30. August – 1. September 2013 |
| ------------------------------------------------------- | ------------------------------------------------------- | ------------------------------------------------------- | ------------------------------------------------------- | ------------------------------------------------------- |
| Datum                                                   | Disziplin                                               | Erster Platz                                            | Zweiter Platz                                           | Dritter Platz                                           |
| 30. August 2013                                         | Sprint Freistil                                         | Anastasia Voronina                                      | Waljanzina Kaminskaja                                   | Ulyana Gavrilova                                        |
| 31. August 2013                                         | Teamsprint Freistil                                     | RusslandIElena Ektova Ksenia Konohova                   | FrankreichIRoxane Lacroix Marion Colin                  | RusslandIIAnna Grushina Anastasia Voronina              |
| 1. September 2013                                       | 8,5 km Freistil Massenstart                             | Ksenia Konohova                                         | Svetlana Hvostunkova                                    | Nadezhda Izhutina                                       |

| 6. Weltcup und 7. Rollerski-Weltmeisterschaften in Bad Peterstal, 4. bis 8. September 2013 | 6. Weltcup und 7. Rollerski-Weltmeisterschaften in Bad Peterstal, 4. bis 8. September 2013 | 6. Weltcup und 7. Rollerski-Weltmeisterschaften in Bad Peterstal, 4. bis 8. September 2013 | 6. Weltcup und 7. Rollerski-Weltmeisterschaften in Bad Peterstal, 4. bis 8. September 2013 | 6. Weltcup und 7. Rollerski-Weltmeisterschaften in Bad Peterstal, 4. bis 8. September 2013 |
| ------------------------------------------------------------------------------------------ | ------------------------------------------------------------------------------------------ | ------------------------------------------------------------------------------------------ | ------------------------------------------------------------------------------------------ | ------------------------------------------------------------------------------------------ |
| Datum                                                                                      | Disziplin                                                                                  | Erster Platz                                                                               | Zweiter Platz                                                                              | Dritter Platz                                                                              |
| 4. September 2013                                                                          | 15 km Freistil                                                                             | Ksenia Konohova                                                                            | Waljanzina Kaminskaja                                                                      | Svetlana Hvostunkova                                                                       |
| 5. September 2013                                                                          | Sprint Freistil                                                                            | Maria Magnusson                                                                            | Anastasia Voronina                                                                         | Ulyana Gavrilova                                                                           |
| 7. September 2013                                                                          | Teamsprint Freistil                                                                        | RusslandElena Ektova Ksenia Konohova                                                       | SchwedenTerese Andersson Maria Magnusson                                                   | UkraineKateryna Serdjuk Maryna Lissohor                                                    |
| 8. September 2013                                                                          | 11 km klassisch Massenstart Berglauf                                                       | Katrin Zeller                                                                              | Svetlana Hvostunkova                                                                       | Nadezhda Izhutina                                                                          |

| 7. Weltcup in Pontarlier, 14. und 15. September 2013 | 7. Weltcup in Pontarlier, 14. und 15. September 2013 | 7. Weltcup in Pontarlier, 14. und 15. September 2013 | 7. Weltcup in Pontarlier, 14. und 15. September 2013 | 7. Weltcup in Pontarlier, 14. und 15. September 2013 |
| ---------------------------------------------------- | ---------------------------------------------------- | ---------------------------------------------------- | ---------------------------------------------------- | ---------------------------------------------------- |
| Datum                                                | Disziplin                                            | Erster Platz                                         | Zweiter Platz                                        | Dritter Platz                                        |
| 14. September 2013                                   | 5 km Freistil Berglauf                               | Nadezhda Izhutina                                    | Anna Grushina                                        | Svetlana Hvostunkova                                 |
| 15. September 2013                                   | 17 km Freistil Verfolgung                            | Anna Grushina                                        | Nadezhda Izhutina                                    | Svetlana Hvostunkova                                 |

| 8. Weltcup in Toblach, 20. bis 22. September 2013 | 8. Weltcup in Toblach, 20. bis 22. September 2013 | 8. Weltcup in Toblach, 20. bis 22. September 2013 | 8. Weltcup in Toblach, 20. bis 22. September 2013 | 8. Weltcup in Toblach, 20. bis 22. September 2013 |
| ------------------------------------------------- | ------------------------------------------------- | ------------------------------------------------- | ------------------------------------------------- | ------------------------------------------------- |
| Datum                                             | Disziplin                                         | Erster Platz                                      | Zweiter Platz                                     | Dritter Platz                                     |
| 20. September 2013                                | 6 km klassisch                                    | Marika Sundin                                     | Anna Grushina                                     | Ksenia Konohova                                   |
| 21. September 2013                                | Teamsprint Freistil                               | Wettkampf abgesagt                                | Wettkampf abgesagt                                | Wettkampf abgesagt                                |
| 22. September 2013                                | 15 km Freistil Verfolgung                         | Marika Sundin                                     | Ksenia Konohova                                   | Anna Grushina                                     |

### Junioren Resultate
| Datum                                      | Austragungsort | Disziplin                             | Sieger                                           | Zweiter                                     | Dritter                                          |
| ------------------------------------------ | -------------- | ------------------------------------- | ------------------------------------------------ | ------------------------------------------- | ------------------------------------------------ |
| 22. Juni 2013                              | Oroslavje      | 10 km Freistil Massenstart Berglauf   | Anastasia Bushueva                               | Lisa Bolzan                                 | Oxana Pestova                                    |
| 23. Juni 2013                              | Oroslavje      | Sprint Freistil                       | Lisa Bolzan                                      | Anna Bolzan                                 | Kira Claudi                                      |
| 29. Juni 2013                              | Valle Brembana | 18 km Freistil                        | Lisa Bolzan                                      | Maria Kondratenko                           | Anna Bolzan                                      |
| 30. Juni 2013                              | Valle Brembana | 6,8 km klassisch Massenstart Berglauf | Maria Kondratenko                                | Anastasia Bushueva                          | Lisa Bolzan                                      |
| 5. Juli 2013                               | Tripoli        | 10 km Freistil Massenstart Berglauf   | Anastasia Bushueva                               | Maria Kondratenko                           | Kira Claudi                                      |
| 6. Juli 2013                               | Tripoli        | Sprint Freistil                       | Alena Lipatova                                   | Kira Claudi                                 | Anastasia Bushueva                               |
| 7. Juli 2013                               | Tripoli        | 7,5 km Freistil                       | Anastasia Bushueva                               | Maria Kondratenko                           | Kira Claudi                                      |
| 26. Juli 2013                              | Nowgorod       | 16 km Freistil                        | Sara Nordstrand                                  | Olga Letucheva                              | Arina Kalinina                                   |
| 27. Juli 2013                              | Nowgorod       | Sprint Freistil                       | Olga Letucheva                                   | Maria Privezentseva                         | Kira Claudi                                      |
| 28. Juli 2013                              | Nowgorod       | Teamsprint Freistil                   | Russland IIMaria Kondratenko Maria Privezentseva | Russland IArina Kalinina Olga Letucheva     | Deutschland ITina Willert Kira Claudi            |
| 30. August 2013                            | La Bresse      | Sprint Freistil                       | Olga Letucheva                                   | Lisa Bolzan                                 | Maria Privezentseva                              |
| 31. August 2013                            | La Bresse      | Teamsprint Freistil                   | Russland IIMaria Kondratenko Maria Privezentseva | Russland IAnastasia Bushueva Olga Letucheva | Italien IAnna Bolzan Lisa Bolzan                 |
| 1. September 2013                          | La Bresse      | 8,5 km Freistil Massenstart           | Lisa Bolzan                                      | Anna Bolzan                                 | Olga Letucheva                                   |
| Rollerski-Juniorenweltmeisterschaften 2013 |                |                                       |                                                  |                                             |                                                  |
| 4. September 2013                          | Bad Peterstal  | 12,5 km Freistil                      | Sara Nordstrand                                  | Mari Stöen Gussiaas                         | Tina Willert                                     |
| 5. September 2013                          | Bad Peterstal  | Sprint Freistil                       | Olga Letucheva                                   | Lisa Bolzan                                 | Anna Bolzan                                      |
| 7. September 2013                          | Bad Peterstal  | Teamsprint Freistil                   | ItalienAnna Bolzan Lisa Bolzan                   | RusslandMaria Privezentseva Olga Letucheva  | NorwegenAnikken Gjerde Alnæs Mari Stöen Gussiaas |
| 8. September 2013                          | Bad Peterstal  | 11 km klassisch Massenstart Berglauf  | Sara Nordstrand                                  | Anastasia Bushueva                          | Maria Kondratenko                                |
| 14. September 2013                         | Pontarlier     | 5 km Freistil Berglauf                | Anastasia Bushueva                               | Olga Letucheva                              | Lea Damiani                                      |
| 15. September 2013                         | Pontarlier     | 17 km Freistil Verfolgung             | Olga Letucheva                                   | Anastasia Bushueva                          | Maria Privezentseva                              |
| 20. September 2013                         | Toblach        | 6 km klassisch                        | Tatiana Chvanova                                 | Lisa Bolzan                                 | Anastasia Bushueva                               |
| 21. September 2013                         | Toblach        | Teamsprint Freistil                   | ItalienI                                         | RusslandII                                  | RusslandI                                        |
| 22. September 2013                         | Toblach        | 15 km Freistil Verfolgung             | Lisa Bolzan                                      | Anastasia Bushueva                          | Tatiana Chvanova                                 |

### Gesamtwertung Frauen
| Rang | Name                  | Punkte |
| ---- | --------------------- | ------ |
| 001. | Ksenia Konohova       | 1258   |
| 02.  | Anna Grushina         | 1112   |
| 03.  | Svetlana Hvostunkova  | 1000   |
| 04.  | Elena Ektova          | 832    |
| 05.  | Nadezhda Izhutina     | 630    |
| 06.  | Marika Sundin         | 580    |
| 07.  | Anastasia Voronina    | 516    |
| 08.  | Waljanzina Kaminskaja | 355    |
| 09.  | Maria Magnusson       | 230    |
| 10.  | Elena Rodina          | 227    |
| 11.  | Kathrine Harsem       | 200    |
| 12.  | Karolina Bicova       | 189    |
| 13.  | Ulyana Gavrilova      | 180    |
| 14.  | Marion Colin          | 157    |
| 15.  | Terese Andersson      | 149    |

| Rang | Name              | Punkte |
| ---- | ----------------- | ------ |
| 16.  | Maryna Lissohor   | 147    |
| 17.  | Panagiota Tsakiri | 120    |
| 18.  | Nina Broznic      | 108    |
| 19.  | Katrin Zeller     | 100    |
| 20.  | Hanna Seppas      | 82     |
| 21.  | Stephanie Santer  | 80     |
| 22.  | Maria Nordström   | 70     |
| 23.  | Natalja Sernowa   | 60     |
| 24.  | Iris Pessey       | 60     |
| 25.  | Erika Bettineschi | 58     |
| 26.  | Yulia Balabina    | 58     |
| 27.  | Manon Contin      | 56     |
| 28.  | Claudie Thomas    | 51     |
| 29.  | Babara Jezersek   | 50     |
| 30.  | Masako Ishida     | 50     |

| Rang | Name               | Punkte |
| ---- | ------------------ | ------ |
| 31.  | Lucia Anger        | 45     |
| 32.  | Aurore Jéan        | 45     |
| 33.  | Aline Arnoud       | 44     |
| 34.  | Varvara Prokhorova | 42     |
| 35.  | Annika Löfström    | 40     |
| 36.  | Kateryna Serdjuk   | 40     |
| 37.  | Anouk Faivre Picon | 40     |
| 38.  | Elena Lukianova    | 32     |
| 39.  | Sophie Boilley     | 32     |
| 40.  | Timea Sara         | 29     |
| 41.  | Jessica Müller     | 22     |
| 42.  | Ksenia Panova      | 20     |
| 43.  | Sarah Wagner       | 14     |

### Gesamtwertung Frauen Junioren
| Endstand (Top 10) |                     |        |
| \| Rang \| Name \| Punkte \| \| ---- \| ------------------- \| ------ \| \| 001. \| Anastasia Bushueva \| 1193 \| \| 02. \| Lisa Bolzan \| 1119 \| \| 03. \| Kira Claudi \| 858 \| \| 04. \| Olga Letucheva \| 850 \| \| 05. \| Maria Kondratenko \| 831 \| \| 06. \| Maria Privezentseva \| 744 \| \| 07. \| Anna Bolzan \| 653 \| \| 08. \| Tatiana Chvanova \| 550 \| \| 09. \| Tina Willert \| 444 \| \| 10. \| Sara Nordstrand \| 380 \| |                     |        |
| Rang | Name                | Punkte |
| 001. | Anastasia Bushueva  | 1193   |
| 02. | Lisa Bolzan         | 1119   |
| 03. | Kira Claudi         | 858    |
| 04. | Olga Letucheva      | 850    |
| 05. | Maria Kondratenko   | 831    |
| 06. | Maria Privezentseva | 744    |
| 07. | Anna Bolzan         | 653    |
| 08. | Tatiana Chvanova    | 550    |
| 09. | Tina Willert        | 444    |
| 10. | Sara Nordstrand     | 380    |

## Nationenwertung
Die Nationen-Cup-Wertung setzt sich zusammen aus den Wertungen Männer, Damen, Männer Junioren und Damen Junioren.
| Endstand |              |        |
| \| Rang \| Name \| Punkte \| \| ---- \| ------------ \| ------ \| \| 01. \| Russland \| 17000 \| \| 02. \| Italien \| 9261 \| \| 03. \| Frankreich \| 4960 \| \| 04. \| Schweden \| 3523 \| \| 05. \| Deutschland \| 3456 \| \| 06. \| Norwegen \| 1417 \| \| 07. \| Ukraine \| 1144 \| \| 08. \| Griechenland \| 733 \| \| 09. \| Kroatien \| 537 \| \| 10. \| Türkei \| 381 \| |              |        |
| Rang | Name         | Punkte |
| 01. | Russland     | 17000  |
| 02. | Italien      | 9261   |
| 03. | Frankreich   | 4960   |
| 04. | Schweden     | 3523   |
| 05. | Deutschland  | 3456   |
| 06. | Norwegen     | 1417   |
| 07. | Ukraine      | 1144   |
| 08. | Griechenland | 733    |
| 09. | Kroatien     | 537    |
| 10. | Türkei       | 381    |